# Kessel (familie)

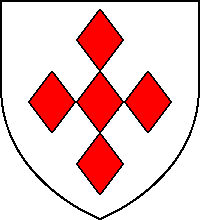
Wapen van de familie Kessel

Kessel, hetzij von, van of de Kessel, was een adellijke, hoofdzakelijk Belgische familie.

## Geschiedenis
- In 1725 werd Charles-Théodore opgenomen in de adelstand van de Staten van Namen.
- In 1725 bevestigde keizer Karel VI de adellijke status van André van Kessel.
- In 1751 verleende keizerin Maria-Theresia de titel baron aan Thomas de Kessel.

## Genealogie
- Antoine van Kessel, x Mechtilde Roelofs
  - Antoine van Kessel, x Hélène de Guins
    - Thierry de Kessel, x N. de Steyn
      - Thierry de Kessel, x Marie Huybrechts
        - Tierry de Kessel († 1697), x Catherine van Soons († 1702)
          - Jean-Théodore de Kessel (1655-1732), x Eleonore Doyen
            - Charles-Théodore de Kessel (°1688), x Marie-Anne de Marbais (†1721)
              - Thodore de Kessel (1720-1761), x Angelique de Gailliot (°1721)
                - Charles-Théodore de Kessel (1755-1840), x Marie-Thérèse Chevalier (1766-1826)
                  - Joseph de Kessel (zie hierna)
                  - Charles de Kessel (zie hierna)
                  - Henri de Kessel (zie hierna)
                  - Théodore de Kessel (zie hierna)

  - Thierry van Kessel x Hildegonde van Gerwen
    - André van Kessel, x Catherine de Bruyne van Aalst
      - Theodore van Kessel (1640-1694), x Anne Redicher (1644-1679)
        - André van Kessel, x Marie-Anne van den Berghe
          - baron François van Kessel (†1776), x Jeanne Goos (1693-1758)
            - Baron André van Kessel (°1734), x Marie van Heurck (1739-1808)
              - Pierre van Kessel (zie hierna)

## Joseph de Kessel
Joseph Théodore Hippolyte de Kessel (Namen, 18 mei 1795 - Longchamps, 25 april 1863) werd in 1843 erkend in de erfelijke Belgische adel. Hij was priester en regent in het Filosofisch College van Leuven.

## Charles de Kessel
Charles François Nicolas Joseph de Kessel (Namen, 10 april 1803 - Nassogne, 4 april 1883) werd in 1841 erkend in de erfelijke adel. Hij trouwde in 1834 in Chester (Groot-Brittannië) met Hannah Stolterfoth (1797-1836) en in Wellin in 1842 met Fanny Eichhorn (1821-1903). Hij had een dochter uit het eerste en vijf kinderen uit het tweede huwelijk, zonder verder nageslacht. Hij werd burgemeester van Wellin.

## Henri de Kessel
- Henri Emmanuel Nicolas Joseph de Kessel (Wepion, 30 november 1808 - Nassogne, 26 oktober 1875) werd in 1843 erkend in de erfelijke adel. Hij was doctor in de geneeskunde en werd vrederechter in Nassogne. Hij trouwde in 1838 in Sibret met Célestine Wismuller (1806-1880). 
  - Joseph de Kessel (1841-1881) trouwde met zijn nicht Joséphine de Kessel (1852-1890), dochter van Charles (zie hierboven). Ze kregen een dochter.
  - Nestor de Kessel (1845-1904) trouwde met zijn nicht Rosalie de Kessel (1842-1869), dochter van Theodore de Kessel (zie hieronder), en in tweede huwelijk met zijn nicht Laure de Kessel (1846-1927), dochter van Charles de Kessel (zie hierboven). Ze kregen een zoon, die ongehuwd bleef.

## Théodore de Kessel
Théodore Joseph Hippolyte François de Kessel (Wepion, 22 januari 1812 - Sibret, 13 januari 1875) trouwde in Sibret in 1838 met Marie-Rose Wismuller (1802-1862), zus van Celestine Wismuller (zie hierboven). Ze kregen twee dochters.

## Pierre-André van Kessel
Pierre André van Kessel (Antwerpen, 14 juli 1776 - 7 januari 1842), lid van de provincieraad van Antwerpen, werd in 1816 erkend in de erfelijke adel en opgenomen in de ridderschap van Antwerpen, met de persoonlijke titel baron. Hij bleef vrijgezel.